# Pee Dee River
Der Pee Dee River oder auch Great Pee Dee River ist ein Fluss in den Vereinigten Staaten. Er hat seinen Ursprung in den Appalachen in North Carolina, wo sein Oberlauf oberhalb der Einmündung des Uwharrie Rivers als Yadkin River bekannt ist. Der Flusslauf ist weitgehend von Dämmen zur Flutkontrolle und zur Erzeugung von Wasserkraft begleitet. Der Name des Flusses ist von dem Indianerstamm der Pee Dee abgeleitet. Stamm und Fluss gaben auch den Namen für die Pee Dee genannte Region in den nordöstlichen Countys von South Carolina.
Der Fluss ist bis zur Fall Line in Cheraw (South Carolina) schiffbar und war von der Kolonialzeit an eine wichtige Handelsroute. In der Nähe der Flussmündung bei Georgetown befand sich bis zur Wende vom 19. zum 20. Jahrhundert eines der weltgrößten Holzverarbeitungsunternehmen. Die Kiefernwälder entlang des Flusses wurden gefällt und die Stämme den Fluss herabgeflößt, wo sie geschnitten und in die nördlichen Gebiete der Vereinigten Staaten und nach Europa verschifft wurden.
Die Überschwemmungsebene am Unterlauf des Flusses wurde bis zur Mitte des 19. Jahrhunderts intensiv zum Anbau von Reis genutzt. Reis war damals eines der wichtigsten Güter, die von Georgetown aus exportiert wurden. Nach dem Sezessionskrieg ging der Reisanbau durch das Ende der Sklaverei und aufgrund des gestiegenen Wettbewerbes zurück. Zwei Hurrikane zu Beginn des 20. Jahrhunderts zerstörten schließlich den Großteil der Bewässerungskanäle und zogen damit einen Schlussstrich unter den Reisanbau in der Gegend.
Heutzutage wird der Fluss nicht mehr intensiv zur Schifffahrt genutzt. Er ist jedoch immer noch eine wichtige Quelle für die Erzeugung von Energie aus Wasserkraft und für die Trinkwasserversorgung, dient aber auch zu Erholung und Freizeit. Während der Fluss in South Carolina weitgehend ungehindert durch Dämme fließen kann, existieren am Oberlauf in North Carolina mehrere Staudämme. Durch das Öffnen und Schließen der Fluttore werden starke Schwankungen der Wasserführung verursacht, was zwischen den beiden Bundesstaaten gelegentlich zu Kontroversen über die Verteilung des Wassers führte, insbesondere während Trockenperioden. In geringem Maße existiert kommerzieller Fischfang von Alosae und am Unterlauf auch von Garnelen. Für das Freizeitangeln und das Bootfahren ist der Fluss gut geeignet, weswegen es zahlreiche Bootsanleger gibt. Der Großteil des Flusses verläuft jedoch durch unberührte Wälder; entlang des Ufers wachsen vor allem Nyssa, Eichen und Nyssa sylvatica. Reiher and Alligatoren sind am Fluss weit verbreitet, gelegentlich trifft man auch auf Weißkopfseeadler.
Der Flussabschnitt unterhalb vom U.S. Highway 378 bis zur Winyah Bay ist als Scenic River ausgewiesen.
Zu den Nebenflüssen gehören Lumber River, Little Pee Dee River, Lynches River, Black River und Waccamaw River. Der Fluss entleert sich in die Winyah Bay und damit in den Atlantischen Ozean.
Snow Island ist eine größere Insel an der Mündung des Lynches Rivers. Auf ihr befand sich während des Unabhängigkeitskrieges das Hauptquartier von General Francis Marion. Die Insel gewährte ihm und seiner Miliz einen sicheren Rückzugsort, da sein Camp von den Briten nicht gefunden wurde.